# Booker T. & the M.G.’s
Booker T. & the M.G.'s (Букер Ти энд зе Эм-Джиз) — американская инструментальная группа, работавшая в стиле соул/ритм-н-блюз.
Будучи сессионной группой на лейбле Stax/Volt, внесла свой вклад в становление особого минималистичного, энергичного, с «заколачивающей» ритм-секцией стиля мемфисского соула. Выпускала также и свои собственные инструментальные записи, стилистически близкие к соул-джазу.
Всего у Booker T. & the M.G.'s вышло собственных 10 альбомов, а также 14 инструментальных хитов, среди которых «Green Onions», «Hang ‘Em High», «Time Is Tight» и «Soul-Limbo».
Самый большой хит коллектива, «Green Onions», поднялся на 1-е место R&B-чарта журнала «Билборд» и на 3 место Billboard Hot 100. Он был выпущен в количестве более чем миллион экземпляров, за что был сертифицирован  Американской ассоциацией звукозаписывающих компаний золотым.
В 1992 году группа была принята в Зал славы рок-н-ролла, а в 2004 году журнал «Rolling Stone» поместил Booker T. & the M.G.’s на 93-е место в списке «100 величайших исполнителей всех времён».
В 2007 году группе была присуждена премия «Грэмми» за выдающиеся жизненные достижения и особый вклад в музыку.
Кроме того, песня «Green Onions» в исполнении группы Booker T. & the M.G.’s входит в составленный Залом славы рок-н-ролла список 500 Songs That Shaped Rock and Roll.

## Дискография
См. Booker T. and the MG’s § Discography в англ. разделе.